# Tom Foley
Thomas Stephen Foley, detto Tom (Spokane, 6 marzo 1929 – Washington, 18 ottobre 2013), è stato un politico statunitense, membro della Camera dei rappresentanti per lo Stato di Washington dal 1965 al 1995 e speaker dell'assemblea tra il 1989 e il 1995.

## Biografia
Nato a Spokane, Foley si laureò in legge e successivamente entrò in politica con il Partito Democratico, andando a lavorare per l'allora senatore Henry Jackson nel 1961.
Nel 1964 si candidò per un seggio alla Camera dei rappresentanti e riuscì a farsi eleggere sconfiggendo il repubblicano in carica da ventidue anni Walt Horan. Foley fu riconfermato deputato dagli elettori negli anni successivi, portando a termine un totale di quindici mandati. Tra il 1989 ed il 1995 ricoprì anche la carica di Speaker della Camera dei rappresentanti. Nel 1994, candidatosi per un sedicesimo mandato, risultò sconfitto dall'avversario repubblicano George Nethercutt e fu così costretto a lasciare il Congresso dopo trent'anni di permanenza. Foley risultò essere il primo Presidente della Camera in carica a perdere il seggio da deputato da quando nel 1862 Galusha Grow era stato sconfitto nelle elezioni.
Nel 1997 il Presidente Bill Clinton lo nominò ambasciatore statunitense in Giappone. Tom Foley fu anche, dal 2001 al 2008, presidente del gruppo nordamericano della Commissione Trilaterale.